# Sándor Török de Szendrő
Sándor Bernát Ede Bálint Kázmér Török de Szendrő (ur. 14 lutego 1881 w Wiedniu, zm. 13 lutego 1939 w Budapeszcie) – węgierski hrabia i strzelec, olimpijczyk. 

## Życiorys
Jako jeden z dwóch Węgrów brał udział w zawodach strzeleckich podczas Olimpiady Letniej 1906. Wystąpił w ośmiu konkurencjach, zajmując najwyższe miejsce w pistolecie pojedynkowym z 25 m (5. pozycja). Startował także podczas Letnich Igrzysk Olimpijskich 1912, na których wystartował w czterech konkurencjach. Najwyższą pozycję zajął w pistolecie pojedynkowym z 30 m, w którym uplasował się na 9. miejscu.
Matką Töröka de Szendrő była aktorka Johanna Buska, która w 1880 roku poślubiła starszego o 30 lat hrabiego Miklósa Töröka de Szendrő. Dziewięć miesięcy po ślubie urodził się Sándor. Buska w tym czasie romansowała z księciem Rudolfem, w związku z czym sugerowano wówczas, że to on jest biologicznym ojcem Sándora.

## Wyniki

### Igrzyska olimpijskie (wraz z Olimpiadą Letnią 1906)
| Igrzyska       | Konkurencja                                   | Wynik    | Miejsce | Źródło |
| -------------- | --------------------------------------------- | -------- | ------- | ------ |
| Ateny 1906     | Pistolet dowolny, 25 m                        | 212 pkt. | 20      | [ 6 ]  |
| Ateny 1906     | Pistolet dowolny, 50 m                        | 153 pkt. | 28      | [ 7 ]  |
| Ateny 1906     | Pistolet pojedynkowy, 20 m                    | 201 pkt. | 12      | [ 8 ]  |
| Ateny 1906     | Pistolet pojedynkowy, 25 m                    | 104 pkt. | 5       | [ 3 ]  |
| Ateny 1906     | Rewolwer wojskowy, 20 m                       | 217 pkt. | 19      | [ 9 ]  |
| Ateny 1906     | Rewolwer wojskowy, 20 m (Gras 1873–1874)      | 117 pkt. | 26      | [ 10 ] |
| Ateny 1906     | Trap, runda pojedyncza, 16 m                  | 12 pkt.  | 7       | [ 11 ] |
| Ateny 1906     | Trap, runda podwójna, 14 m                    | 4 pkt.   | 9       | [ 12 ] |
| Sztokholm 1912 | Karabin małokalibrowy, dowolna postawa, 50 m  | 174 pkt. | 31      | [ 13 ] |
| Sztokholm 1912 | Karabin małokalibrowy, znikająca tarcza, 25 m | 146 pkt. | 33      | [ 14 ] |
| Sztokholm 1912 | Pistolet dowolny, 50 m                        | 424 pkt. | 27      | [ 15 ] |
| Sztokholm 1912 | Pistolet pojedynkowy, 30 m                    | 275 pkt. | 9       | [ 4 ]  |